# Ley (cráter)
Ley es un cráter de impacto lunar situado sobre el borde sur de la llanura del cráter de mayor tamaño Campbell. A su vez, su borde sursudoeste presenta la superposición del cráter Von Neumann, ligeramente más grande.
|  |

Los restos de la formación de Von Neumann han producido un brocal abultado que ocupa el suelo interior sudoeste de Ley. El borde exterior de Ley ha sufrido una erosión por sucesivos impactos, y está marcado por una serie de pequeños cráteres. La pared interior también está desgastada, y el suelo interior está marcado por numerosos impactos pequeños. Un pequeño cráter con forma de copa se localiza al noroeste del punto medio.